# Laurens Huizenga
Laurens Huizenga (Assen, 25 augustus 1985), is een voetballer uitkomend voor ACV. Nadat hij bij FC Groningen geen basisplaats wist te veroveren, speelde hij als profvoetballer voor FC Emmen. In het seizoen 2005/2006 kwam hij voor het eerst bij de eerste selectie van FC Emmen. Hij speelde dat seizoen twee keer waarvan een bekerwedstrijd tegen WHC en in de competitie tegen MVV. Het seizoen er op speelde hij niet, maar in het seizoen 2007/2008 speelde hij mee in het gelijkspel tegen FC Den Bosch.
Sinds het seizoen 2008/2009 voetbalt Huizenga voor amateurclub ACV.
| Seizoen   | Club     | Wedstrijden | Goals |
| --------- | -------- | ----------- | ----- |
| 2005/2006 | FC Emmen | 1           | 0     |
| 2006/2007 | FC Emmen | 0           | 0     |
| 2007/2008 | FC Emmen | 1           | 0     |
| 2008/2009 | ACV      | ?           | ?     |
| 2009/2010 | ACV      | ?           | ?     |
| 2010/2011 | ACV      | ?           | ?     |